# Голендри (Здунськовольський повіт)
Голендри (пол. Holendry) — село в Польщі, у гміні Заполиці Здунськовольського повіту Лодзинського воєводства.
Населення — 230 осіб (2011).
У 1975—1998 роках село належало до Серадзького воєводства.

## Демографія
Демографічна структура станом на 31 березня 2011 року:
|          | Загалом | Допрацездатний вік | Працездатний вік | Постпрацездатний вік |
| -------- | ------- | ------------------ | ---------------- | -------------------- |
| Чоловіки | 117     | 27                 | 81               | 9                    |
| Жінки    | 113     | 29                 | 65               | 19                   |
| Разом    | 230     | 56                 | 146              | 28                   |